# Wody radonowe
Wody radonowe – wody mineralne zawierające niewielkie ilości nietrwałego pierwiastka promieniotwórczego radonu i produkty jego rozpadu promieniotwórczego. W Polsce zalicza się do nich te wody, które wykazują aktywność promieniotwórczą co najmniej 74 Bq/l (2 nCi/l). Podstawą racjonalności leczniczego efektu wód radonowych jest hipoteza hormezy radiacyjnej. Natomiast zdaniem zwolenników liniowego modelu bezprogowego (LNT, z ang. Linear No-Threshold) szkodliwa jest nawet najmniejsza dawka promieniowania jonizującego.

## Znaczenie przyrodolecznicze
Mają zastosowanie w leczeniu chorób układu krążenia, układu ruchu, schorzeń neurologicznych, ginekologicznych, układu pokarmowego, chorób skóry i niektórych chorób przemiany materii. Kąpiele radonowe wykonuje się w wodzie radoczynnej, zawierającej izotop 222Rn. Mają one następujące działanie:
1. przeciwbólowe,
2. pobudzenia mikrokrążenia,
3. zwiększenia wydalania kwasu moczowego,
4. inaktywacji noradrenaliny,
5. zahamowania syntezy DNA i wzmożenia enzymatycznych procesów naprawczych DNA,
6. pobudzenia aktywności gonad.
7. wzmacnia również odporność organizmu, ponieważ nawet najmniejsza dopuszczalna dawka promieniowania zabija bakterie odpowiedzialne za różnego rodzaju choroby, między innymi związane z narządami oddechowymi jak na przykład często powtarzające się ropne zapalenie gardła.

## Występowanie
W Polsce źródła zawierające radon stwierdzono:
- w Górach Złotych w okolicach Lądka-Zdroju,
- w Masywie Śnieżnika w okolicach Kamienicy,
- w Masywie Ślęży,
- w Górach Izerskich w okolicach Świeradowa-Zdroju,
- w Rudawach Janowickich,
- we Wzgórzach Niemczańskich w okolicach Ciepłowodów.

Stosują je do kuracji leczniczych następujące polskie uzdrowiska:
- Świeradów-Zdrój
- Lądek-Zdrój
- Czerniawa-Zdrój
- Szczawno-Zdrój
- Długopole-Zdrój
- Duszniki-Zdrój
- Kudowa-Zdrój
- Przerzeczyn-Zdrój